# Triazoxid
Triazoxid ist eine chemische Verbindung aus der Gruppe der Benzotriazine und Imidazole und ein von der Bayer AG eingeführtes nicht-systemisches Kontakt-Fungizid.

## Gewinnung und Darstellung
Triazoxid kann durch Reaktion von 3,7-Dichlor-1,2,4-benzoztriazin-1-oxid mit Imidazol gewonnen werden.

## Verwendung
Triazoxid wird als Beize (in EfA) gegen Pyrenophora graminea und Pyrenophora teres im Getreideanbau verwendet.

## Zulassungsstatus
In den Staaten der EU ist Triazoxid als Wirkstoff in Pflanzenschutzmitteln nicht zugelassen, in Deutschland und Österreich sind keine entsprechenden Produkte im Handel. In der Schweiz jedoch bestand bis 2021 eine Zulassung.